# Dengeki Daioh
Ежемесячный журнал комиксов Dengeki Daioh (яп. 月刊コミック電撃大王 гэккан комикку дэнгэки дайо:, букв. «Великий король электрошока») — японский ежемесячный журнал манги, специализирующийся на сёнэн-манге (для юношей). Он выпускается ежемесячно издательством ASCII Media Works (ранее MediaWorks) под лейблом Dengeki. Манга, выходящая в этом журнале, впоследствии публикуется томами под маркой Dengeki Comics, также принадлежащей ASCII Media Works.
В журнале присутствует специальная рубрика для ёнкомы под названием Dengeki Yonkoma Daioh (яп. 電撃4コマ大王), где размещаются дополнительные материалы или сцены из выпускаемой манги. Раз в два месяца публикуется приложение к журналу Dengeki Moeoh.

## История
История Dengeki Daioh восходит к журналу Cyber Comix компании Bandai, позднее превратившегося в Media Comix Dyne и продержавшегося в таком виде лишь три номера. После закрытия Cyber Comix, MediaWorks в 1994 году запустила Dengeki Daioh, который выходил каждые три месяца, с 1996 года — каждые два месяца, а затем стал ежемесячным. Название же было изменено с Dengeki Daioh на более развёрнутое «Ежемесячный журнал комиксов Dengeki Daioh». В настоящее время, кроме собственно манги, издание содержит информацию об аниме и компьютерных играх, причём манга занимает лишь около половины журнала. С августовского номера 2008 года, вышедшего в печать 27 июня, количество публикуемой в Dengeki Daioh манги возросло, и число страниц увеличилось с 700 до 900.

## Манга
| - Allison (сценарий — Кэйити Сигсава, рисунок Хироки Харусэ) - Aoi Umi no Torisutia: Nanaka no Hatsumei Koubou Nikki (Сакуя Юки) - Asura Cryin' (Рё Акидзуки) - Azumanga Daioh (Киёхико Адзума) - Blood Alone (Масаюки Такано) - Boogiepop Dual (сценарий Кохэя Кадоно, рисунок Масаюки Такано) - Boogiepop Phantom (сценарий — Кохэй Кадоно, рисунок — Кодзи Огата) - Comic Party (Сэкихико Инуи) - D4 Princess (Сётаро Харада) - Di Gi Charat (Когэ-Домбо) - Ef: A Fairy Tale of the Two. (сценарий Микагэ и Юи Кагами, рисунок Дзюри Мияби) - Figure 17 (Гай Накахира) - Gunslinger Girl (Ю Айда) - Hayate X Blade (Сидзуру Хаясия) - Hoshi no Umi no Amuri (Синъя Инасэ) - Kagihime Monogatari Eikyuu Alice Rondo (Кайсяку) - Kanon (Пти Морисима) - Kashimashi: Girl Meets Girl (сюжет Сатору Акахори, рисунок — Юкимару Кацура) - Kemeko Deluxe! (Масакадзу Ивасаки) - Kido Senshi Gundam 0079 (Кадзухиса Кондо) - Kokoro Library (Нобуюки Такаги) - Manabi Straight! (Тартан Чек) - Na Na Na Na (Сётаро Харада) - Ninin Ga Shinobuden (Рёити Кога) - Onegai Teacher (Сидзуру Хаясия) - Onegai Twins (Акикан) - Otome wa Boku ni Koishiteru (Канао Араки) - Renkin 3-kyuu Magical ? Pokan (Джеки Дорэй) - Shakugan no Shana (сюжет Яситиро Такахаси, рисунок — Аято Сасакура) - Shina Dark (Бундзюро Накаяма) - Sola (Тяко Абэно) - Stellvia of the Universe (Рё Акицуки) - Strawberry Marshmallow (Барасуй) - Tengen Toppa Gurren Lagann (Котаро Мори) - To Aru Kagaku no Railgun (сюжет — Кадзума Комати, рисунок — Мотои Хуюкава) - To Heart (Укё Такао) - Toradora! (сюжет — Ююко Такэмия, рисунок Дзэккё) - Toshokan Senso (Яёи Фурудори) - Tsukihime (сюжет Киноко Насу, рисунок Сасакисёнэн) - Twinkle Crusaders (Дзин Арима) - Venus Versus Virus (Ацуси Судзуми) - Wagaya no Oinari-sama (сюжет — Дзин Сибамура, рисунок — Суйрэн Сёфу) - Yoake Mae Yori Ruri Iro Na (Хоэ-Хоэ Но-мисо) - Yotsuba&! (Киёхико Адзума) - Ookami-san (Куруми Судзисиро) | - Dengeki!! Aegis 5 - Haru no Chū - Koharubiyori - Maromayu (дополнительная история к Paniponi) - Nogizaka Haruka no Himitsu - Omakase! Sayana no Moerobu - Shogakusei Sentai Petarikon - Touhou Korindo ~ Curiosities of Lotus Asia. - Yumemitari na Hoshimatari na - Yuriseijin Naoko-san - Hamuchu - Iono-sama Fanatics - Koharubiyori - Kyōhaku Dog's - Jigoku Gokuraku Tempest - Lunch box - Mattari-san - Murder Princess - Scape-God - Shina Dark |

## Приложения

### Dengeki Moeoh

Обложка Dengeki Moeoh (август 2007 года), иллюстрация Хиро Судзухиры.

Dengeki Moeoh (яп. 電撃萌王 Дэнгэки Моэо:) — журнал сэйнэн-манги, который выходит в печать двадцать шестого числа месяца. Впервые был опубликован 26 марта 2002 года. Это приложение к Dengeki Daioh изначально представляло собой издание, выходящее раз в три месяца. В декабре 2005 года публикация была приостановлена, а в марте 2006 возобновилась, с тех пор приложение издаётся раз в два месяца. Тираж — 50 тыс. экземпляров. В 2006 году был 90,000.

### Dengeki Teioh
Журнал сэйнэн-манги Dengeki Teioh (яп. 電撃帝王 Дэнгэки Тэйо:) выходил в январе, апреле, июле и ноябре. Существовал с 26 апреля 2004 до 26 ноября 2006 года.

### comic SYLPH
Изначально comic SYLPH (яп. コミックシルフ Комикку Сируфу) являлся приложением к журналу Dengeki Comic Gao!, выходящим раз в три месяца. С шестого номера (9 декабря 2006 года) он превратился в приложение к Dengeki Daioh. С 22 мая 2008 года он стал самостоятельным журналом, а название было изменено на простое Sylph (яп. シルフ Сируфу). Журнал издаётся раз в два месяца.

### Dengeki Bunko Magazine
Dengeki Bunko Magazine (яп. 電撃文庫MAGAZINE) — японский литературный журнал для мужчин, в котором публикуются произведения формата «лайт-новел» (короткие романы). Выходит в издательстве ASCII Media Works с 10 декабря 2007 года. Он был создан на замену закрытому Dengeki hp и первоначально являлся приложением к Dengeki Daioh. Начиная с третьего номера 10 апреля 2008 года Dengeki Bunko Magazine превратился в независимое издание. Выходит в печать два раза в месяц. Здесь публикуется информация о новых книгах ASCII Media Works, рассказы популярных авторов, чьи истории выходили в этом издательстве или ранее публиковались в других журналах компании ASCII Media Works. Произведения из журнала публикуются под импринтом Dengeki Bunko.
- Ballad of a Shinigami: Unknown Stars
- Kino’s Journey: the Sigsawa’s World
- Lillia and Treize Spin-off: Seron no Yume
- Shakugan no Shana
- Spice and Wolf
- To Aru Majutsu no Index SS
- Toradora!
- Toradora Spin-off!